# Sindangheula (Banjarharjo)
Sindangheula is een bestuurslaag in het regentschap Brebes van de provincie Midden-Java, Indonesië. Sindangheula telt 4446 inwoners (volkstelling 2010).